# Marcel Moget
Marcel Moget (23 aprile 1931) è un ex cestista svizzero.

## Carriera
Con la Svizzera ha disputato le Olimpiadi di Helsinki 1952, segnando 1 punto in 2 partite.